# Uddevallatidningen
Uddevallatidningen var namnet på en dagstidning med tvådagarsutgivning som utgavs i Uddevalla utgivningsperiod från den 2 maj 1902 till den 31 december 1917. Tidningen fullständiga titel var Uddevallatidningen / Frisinnad, nykterhetsvänlig tidning för Bohuslän och Dalsland
Den politiska tendensen angavs som frisinnad och nykterhetsvänlig. Tidningen, som utkom två gånger i veckan, grundades av den blivande riksdagsmannen Mauritz Enderstedt, som dock sålde den vidare till Frans Emil Karlson redan hösten 1902; från 1907 var redaktören Knut Svenson. Upplagan låg vanligen kring 2 000.

## Redaktion
Redaktionen låg hela utgivningen i Uddevalla. Tidningens politisk tendens var frisinnad, till vänster om Bohusläningen. Den politiska tendensen angavs som frisinnad och nykterhetsvänlig. Tidningen grundades av den blivande riksdagsmannen Mauritz Enderstedt, som dock sålde den vidare till Frans Emil Karlson redan hösten 1902; från 1907 var redaktören Knut Svenson. Tidningen gavs ut  två dagar i veckan måndag och fredag.
| Period                 | Ansvarig utgivare                       | Period                 | Redaktör          |
| 1902-04-23--1902-11-18 | Enderstedt, Hjalmar Mauritz Engelbrecht | 1902-05-02--1902-11-24 | Enderstedt, M.    |
| 1902-11-19--1907-08-30 | Karlson, Frans Emil                     | 1902-11-28--1907-08-30 | Karlson, Frans E. |
| 1907-08-31--1917-12-31 | Svenson, Knut Edvard Diktor /ej Viktor/ | 1907-09-02--1917-12-31 | Svenson, Knut     |

## Tryckning
Förlag var från 15 november 1902 Frans E. Karlsson, enligt tidningens sista nummer 31 december 1917.Tryckningen skedde bara i svart med antikva som typsnitt. Tidningen hade fyra sidor, ett dubbelvikt ark med stora satsytor 56-64 x minimum 44 cm förutom novellbilagor i mindre format 12,5x19 cm. De största formaten bara vid jultid. Tidningen kostade 1902 1,20 kronor och max 2 kr,  1905-1917 1,50 kr. Upplagan var störst 1904 2500 ex, för det mesta runt 2000 ex. Tidningen trycktes på Uddevalla tryckeri från 1904 benämnt T(ure) Malmgren Uddevalla.